# Nilo Cabásilas
Nilo Cabásilas (em grego: Νεῖλος Καβάσιλας; romaniz.: Neilos Kabásilas) foi um arcebispo de Tessalônica do século XIV.
Tio do notável teólogo palamita Nicolau Cabásilas e professor de Demétrio Cidones. Demétrio o descreveu como "apaixonadamente entusiasmado" sobre o tomismo, o que faz de Cabásilas uma anomalia, pois ele também defendia vigorosamente o palamismo e atacava a interpolação ocidental no Credo de Niceia.
Foi o sucessor de Gregório Palamas como arcebispo de Tessalônica.